# Lorenzo Pellegrini
Lorenzo Pellegrini (Rome, 19 juni 1996) is een Italiaans voetballer die doorgaans als centrale middenvelder speelt. Hij tekende in juli 2017 een contract tot 2022 bij AS Roma, dat €10.000.000,- betaalde om hem terug te kopen van US Sassuolo. Pellegrini debuteerde in 2017 in het Italiaans voetbalelftal.

## Clubcarrière

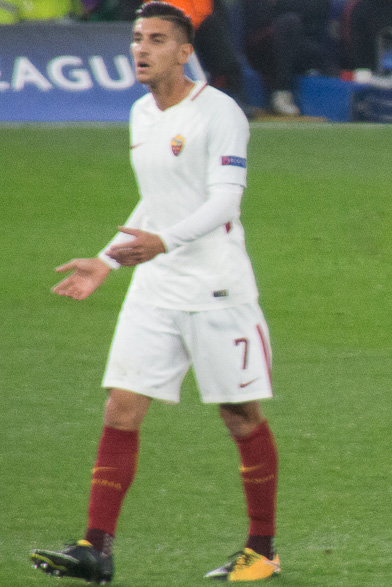
Pellegrini spelend voor AS Roma in 2017

Pellegrini stroomde door vanuit de jeugdopleiding van AS Roma. Hiervoor debuteerde hij op 22 maart 2015 in het eerste elftal. Coach Rudi Garcia liet hem die dag in de 67e minuut invallen voor Salih Uçan in een met 0–1 gewonnen wedstrijd in de Serie A, uit bij AC Cesena. Dit bleef zijn enige wedstrijd dat seizoen.
Pellegrini verruilde AS Roma in juli 2015 voor US Sassuolo. Hier kwam hij onder coach Eusebio Di Francesco in twee seizoenen tot 47 wedstrijden in de Serie A. In 37 daarvan was hij basisspeler. Pellegrini maakte op 6 december 2015 zijn eerste doelpunt in het betaald voetbal. Hij zette toen de 1–3 eindstand op het bord in een competitiewedstrijd uit bij Sampdoria. Hij debuteerde in het seizoen 2015/16 in de Europa League. Daarin scoorde hij tegen Rapid Wien.
AS Roma kocht Pellegrini in juli 2017 met behulp van een terugkoopclausule voor €10.000.000,- terug van Sassuolo. Naast een terugkeer naar zijn oude club, betekende dit voor hem ook dat hij onder Di Francesco bleef trainen. Die tekende twee weken eerder ook in Rome. Pellegrini maakte op 1 december 2017 zijn eerste doelpunt voor AS Roma. Hij bracht zijn ploeg toen op 3–0 in een met 3–1 gewonnen competitiewedstrijd tegen SPAL. Pellegrini speelde in het seizoen 2017/18 ook zijn eerste wedstrijden in de UEFA Champions League. Daarin bereikten zijn ploeggenoten en hij dat jaar de halve finale.

## Clubstatistieken
| Seizoen     | Club        | Competitie  | Competitie | Competitie | Beker | Beker | Internationaal | Internationaal | Totaal | Totaal |
| Seizoen     | Club        | Competitie  | Wed.       | Dlp.       | Wed.  | Dlp.  | Wed.           | Dlp.           | Wed.   | Dlp.   |
| ----------- | ----------- | ----------- | ---------- | ---------- | ----- | ----- | -------------- | -------------- | ------ | ------ |
| 2014/15     | AS Roma     | Serie A     | 1          | 0          | 0     | 0     | 0              | 0              | 1      | 0      |
| 2015/16     | US Sassuolo | Serie A     | 19         | 3          | 1     | 0     | 0              | 0              | 20     | 3      |
| 2016/17     | US Sassuolo | Serie A     | 28         | 6          | 1     | 1     | 5              | 1              | 34     | 8      |
| 2017/18     | AS Roma     | Serie A     | 28         | 3          | 1     | 0     | 8              | 0              | 37     | 3      |
| 2018/19     | AS Roma     | Serie A     | 25         | 3          | 2     | 0     | 6              | 1              | 33     | 4      |
| 2019/20     | AS Roma     | Serie A     | 27         | 1          | 2     | 2     | 5              | 0              | 34     | 3      |
| 2020/21     | AS Roma     | Serie A     | 34         | 7          | 1     | 1     | 12             | 3              | 47     | 11     |
| 2021/22     | AS Roma     | Serie A     | 28         | 9          | 1     | 0     | 12             | 5              | 41     | 14     |
| 2022/23     | AS Roma     | Serie A     | 27         | 4          | 2     | 0     | 11             | 4              | 40     | 8      |
| Club totaal | Club totaal | Club totaal | 217        | 35         | 11    | 4     | 59             | 14             | 287    | 53     |

Bijgewerkt op 2 mei 2023 

## Interlandcarrière
Pellegrini maakte deel uit van verschillende Italiaanse nationale jeugdelftallen. Hij nam met Italië –21 deel aan zowel het EK –21 van 2017 als het EK –21 van 2019. Hij speelde op beide toernooien alle wedstrijden van de Italianen van begin tot eind en kwam in zowel 2017 als in 2019 één keer tot scoren.
Pellegrini maakte op 31 mei 2017 zijn debuut in het Italiaans voetbalelftal. Bondscoach Giampiero Ventura liet hem toen de tweede helft spelen als vervanger van Daniele Baselli in een met 8–0 gewonnen oefeninterland tegen San Marino. Pellegrini maakte op 5 september 2019 zijn eerste doelpunt voor het nationale team. Hij kopte toen in de 77e minuut de 1–2 binnen in een met 1–3 gewonnen kwalificatiewedstrijd voor het EK 2020, in en tegen Armenië. Hij werd opgenomen in de definitieve selectie voor het EK 2020. Voor het begin van het toernooi viel hij echter geblesseerd uit. Gaetano Castrovilli werd opgeroepen als zijn vervanger. Pellegrini werd op 6 juni 2024 door bondscoach Luciano Spalletti opgenomen in de Italiaanse selectie voor het EK 2024 in Duitsland. Italië eindigde als tweede in een groep met Albanië, Spanje en Kroatië, waarna het in de achtste finales werd uitgeschakeld met een 2–0 nederlaag tegen Zwitserland. Pellegrini kwam op het toernooi in iedere wedstrijd in actie.

## Erelijst
| UEFA Europa Conference League | 1× | 2021/22 |